# Collège des chaires de recherche sur le monde francophone
 (juillet 2021).
 (juillet 2021).
La mise en forme du texte ne suit pas les recommandations de Wikipédia : il faut le « wikifier ».
Les points d'amélioration suivants sont les cas les plus fréquents :
- Les titres sont pré-formatés par le logiciel. Ils ne sont ni en capitales, ni en gras.
- Le texte ne doit pas être écrit en capitales (les noms de famille non plus), ni en gras, ni en italique, ni en « petit »…
- Le gras n'est utilisé que pour surligner le titre de l'article dans l'introduction, une seule fois.
- L'italique est rarement utilisé : mots en langue étrangère, titres d'œuvres, noms de bateaux, etc.
- Les citations ne sont pas en italique mais en corps de texte normal. Elles sont entourées par des guillemets français : « et ».
- Les listes à puces sont à éviter, des paragraphes rédigés étant largement préférés. Les tableaux sont à réserver à la présentation de données structurées (résultats, etc.).
- Les appels de note de bas de page (petits chiffres en exposant, introduits par l'outil «  Source ») sont à placer entre la fin de phrase et le point final[comme ça].
- Les liens internes (vers d'autres articles de Wikipédia) sont à choisir avec parcimonie. Créez des liens vers des articles approfondissant le sujet. Les termes génériques sans rapport avec le sujet sont à éviter, ainsi que les répétitions de liens vers un même terme.
- Les liens externes sont à placer uniquement dans une section « Liens externes », à la fin de l'article. Ces liens sont à choisir avec parcimonie suivant les règles définies. Si un lien sert de source à l'article, son insertion dans le texte est à faire par les notes de bas de page.
- La présentation des références doit suivre les conventions bibliographiques. Il est recommandé d'utiliser les modèles {{Ouvrage}}, {{Chapitre}}, {{Article}}, {{Lien web}} et/ou {{Bibliographie}}. Le mode d'édition visuel peut mettre en forme automatiquement les références.
- Insérer une infobox (cadre d'informations à droite) n'est pas obligatoire pour parachever la mise en page.

Pour une aide détaillée, merci de consulter Aide:Wikification.
Si vous pensez que ces points ont été résolus, vous pouvez retirer ce bandeau et améliorer la mise en forme d'un autre article.

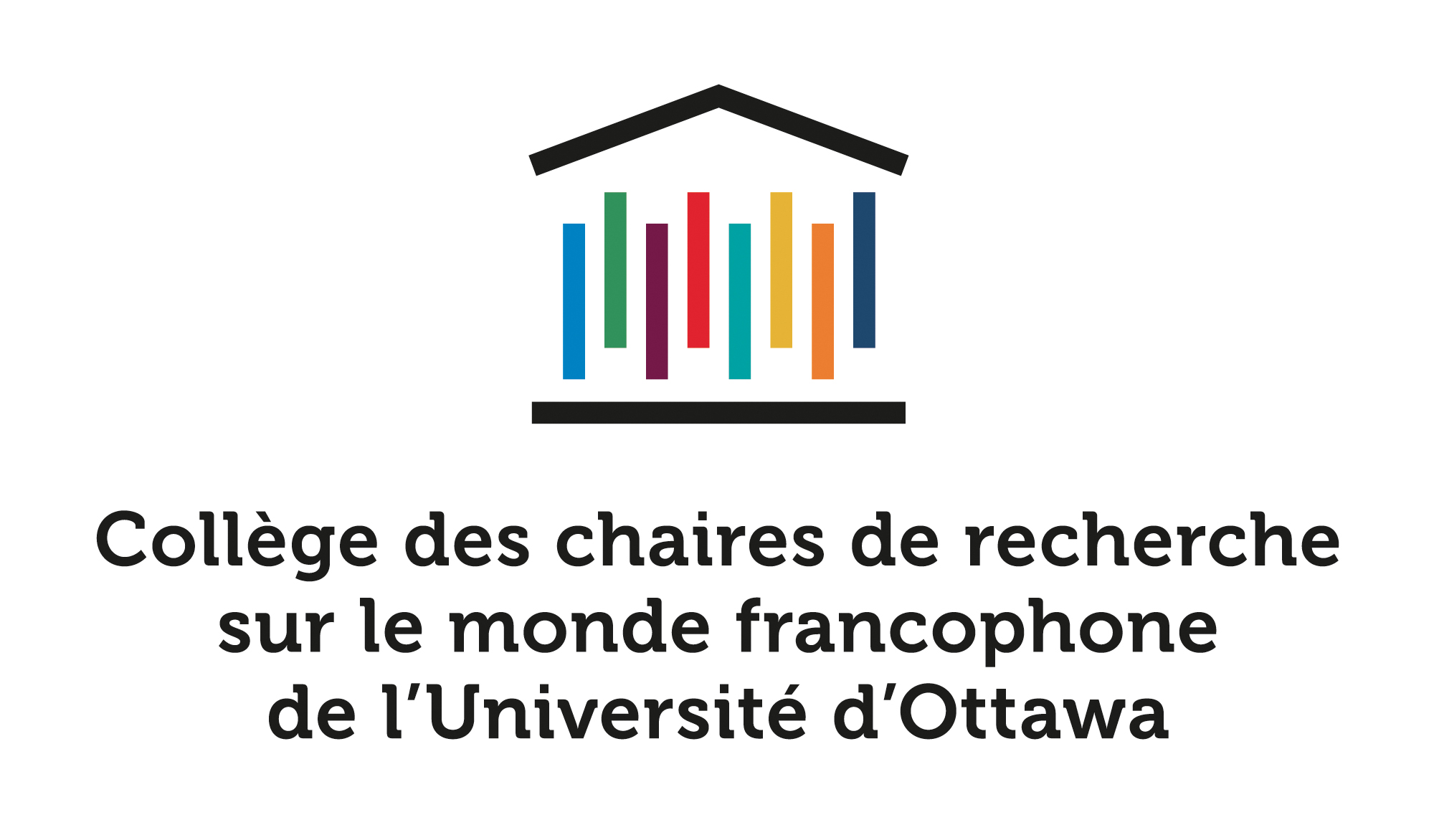
Logo des chaires de recherche sur le monde francophone. Université d'Otawa

Le Collège des Chaires de recherche sur le monde francophone (CCRMF) de l'Université d'Ottawa regroupe onze chaires de recherche qui ont pour objet d'étude la francophonie canadienne et internationale.

## Mission
Le CCRMF coordonne les activités des chaires de recherche et a pour objectif de poursuivre et approfondir la recherche sur la francophonie de l’Université d’Ottawa, tant ontarienne, que canadienne et internationale, de faire rayonner les recherches sur la francophonie, de promouvoir l’interdisciplinarité en matière de recherche sur la francophonie, de favoriser l’éclosion et l’inclusion de nouveaux chercheurs et nouvelles chercheuses sur la francophonie d’ici et d’ailleurs et d'assurer la visibilité interne et externe des activités et des recherches des Chaires, notamment par des efforts de mobilisation des connaissances.

## Historique
En 2003, l'Université d'Ottawa institue le programme des Chaires de recherche sur la francophonie canadienne (CRFC). Ce programme permet la création de sept chaires de recherche sur la francophonie canadienne. En 2007, ces sept chaires forment le Collège des chaires de la francophonie.

En 2018, l’Université annonce l’attribution d’une nouvelle chaire de recherche sur la francophonie canadienne en droits et enjeux linguistiques. Le titulaire est le professeur Francois Larocque.

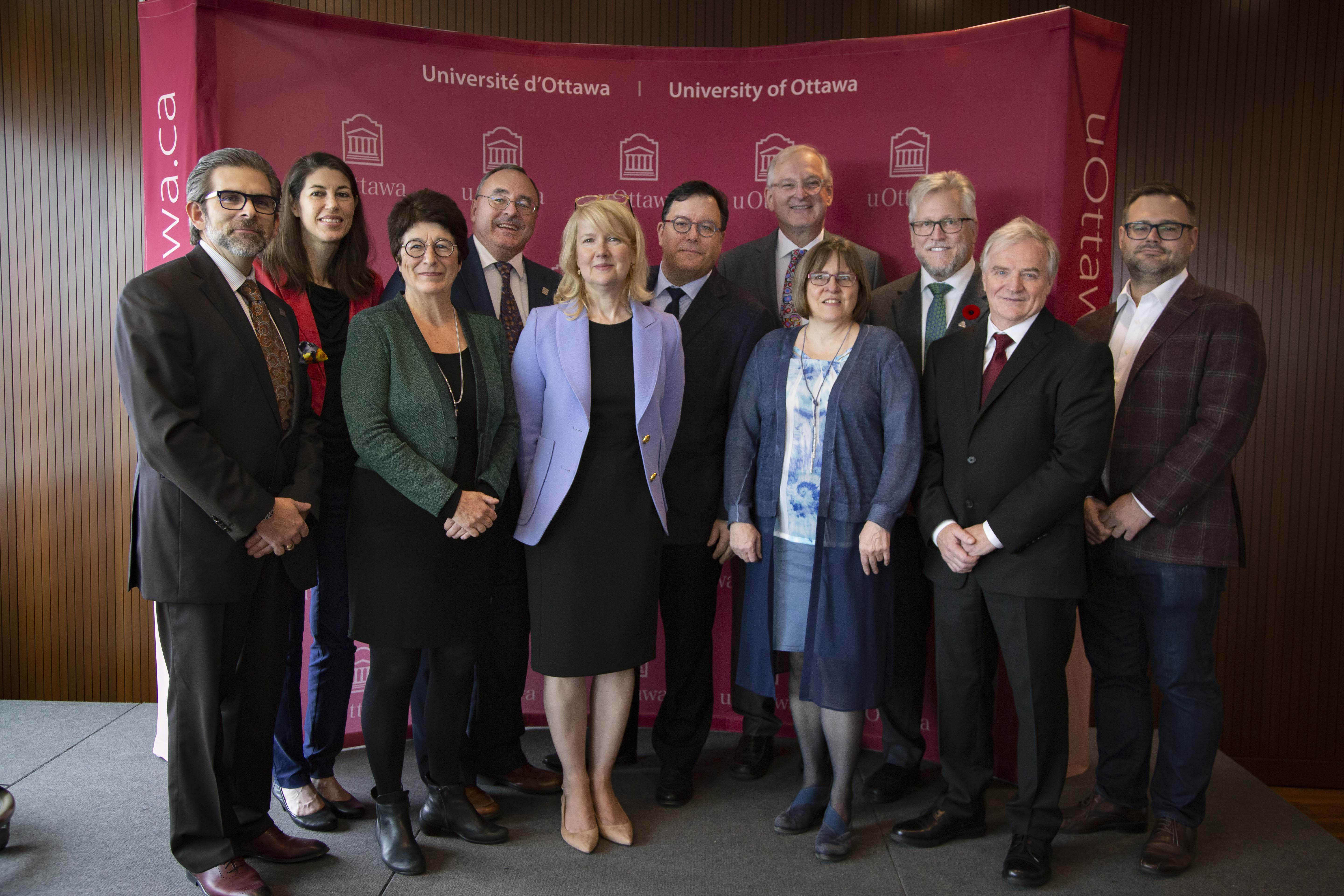
Nouveaux titulaires de chaires de recherche sur le monde francophone en 2019 - Université d'Ottawa

En 2019, l’Université d’Ottawa inaugure le nouveau programme des Chaires de recherche sur le monde francophone (CRMF) et établit le Collège des chaires pour coordonner ce programme. Le professeur E.-Martin Meunier est nommé directeur du Collège. Professeur à l’École d’études sociologiques et anthropologiques (Faculté des sciences sociales) et lui-même titulaire d’une chaire de recherche, il est chargé d’orchestrer le développement des synergies entre les chercheurs du Collège et les autres chercheurs travaillant sur la francophonie.
À l'automne 2019, l’Université annonce la nomination de trois nouvelles Chaires de recherche sur le monde francophone,, à savoir la Chaire de recherche sur l’immigration et les communautés franco-ontariennes, détenue par Luisa Veronis (Faculté des arts), la chaire de recherche de l’Université d’Ottawa et de l’Institut du Savoir Montfort sur la santé des francophones de l’Ontario. Cette chaire conjointe et pluridisciplinaire est détenue par Louise Bouchard (Faculté des sciences sociales) et Jacinthe Savard (Faculté des sciences de la santé). Elle a été créée avec l’Institut du Savoir Montfort, et la chaire de recherche en francophonie internationale sur les politiques du patrimoine culturel, détenue par Jonathan Paquette (Faculté des sciences sociales). La chaire vise à apporter un éclairage approfondi sur les liens entre les politiques patrimoniales et la décolonisation du patrimoine culturel au sein du monde francophone, cette dernière étant un enjeu majeur dans les rapports entre la France, la Belgique et plusieurs États membres de l’Organisation internationale de la Francophonie.
En 2020, Marie-Hélène Chomienne, professeure adjointe et clinicienne au Département de médecine familiale de l'Université d'Ottawa et chercheuse à l’Institut du Savoir Montfort, est nommée titulaire de la chaire de recherche en francophonie internationale et santé de l’immigrant ou du réfugié d’Afrique francophone subsaharienne.
En 2020, la première Chaire Senghor est créée à l'Université d'Ottawa. Elle est attribuée au professeur Sanni Yaya. Cette nouvelle Chaire Senghor sur la santé et le développement en Afrique subsaharienne étudie les approches et les interventions susceptibles de freiner l’évolution des courbes de mortalité maternelle et infantile en Afrique subsaharienne, l’un des 17 objectifs de développement durable de l'Organisation des Nations Unies.

## Organisation du Collège des Chaires
Le Collège des chaires est dirigé par un directeur, assisté d'un coordonnateur.
Les 11 chaires de recherche seront réparties comme suit: 
- 3 chaires de recherche sur la francophonie ontarienne[11]
- 3 chaires de recherche sur la francophonie canadienne et des Amériques (hors Ontario)
- 4 chaires de recherche sur la francophonie internationale
- 1 chaire Senghor de la Francophonie[12]

Une Chaire Mobilité francophone est créée en 2019 pour appuyer la venue de chercheuses ou de chercheurs internationaux souhaitant effectuer un séjour (de deux mois à un an) à l’Université d’Ottawa. Elle est attribuée à des chercheuses et des chercheurs spécialistes de la francophonie dans différents domaines de recherche.
| Intitulé de la chaire | Titulaire                     | Période     |
| --- | ----------------------------- | ----------- |
| Chaire de recherche des pratiques culturelles et francophonie canadienne                                                     | Joël Beddows                  | 2006 -      |
| Chaire de recherche en éducation et francophonies                                                                            | Nathalie Bélanger             | 2004 - 2020 |
| Chaire de recherche en éthique du journalisme                                                                                | Marc-François Bernier         | 2008 - 2014 |
| Chaire de recherche en francophonie canadienne dans l'entrepreneuriat, l'innovation et le développement régional             | David Doloreux                |             |
| Chaire de recherche sur la francophonie et les politiques publiques                                                          | Linda Cardinal                | 2004 - 2019 |
| Chaire de recherche sur les cultures et les littératures francophones du Canada                                              | Lucie Hotte                   | 2004 - 2014 |
| Chaire d'histoire de la francophonie canadienne                                                                              | Michel Bock                   | - 2019      |
| Chaire de recherche de l’Université d’Ottawa et de l’Institut du Savoir Montfort sur la santé des francophones de l’Ontario  | Louise Bouchard (cotitulaire) | 2019 - 2024 |
| Chaire de recherche de l’Université d’Ottawa et de l’Institut du Savoir Montfort sur la santé des francophones de l’Ontario  | Jacinthe Savard (cotitulaire) | 2019 - 2024 |
| Chaire de recherche en francophonie internationale sur les aspirations et mouvements politiques en Afrique francophone       | Marie-Eve Desrosiers          | 2020 -      |
| Chaire de recherche sur la francophonie canadienne en droits et enjeux linguistiques                                         | Sylvie Grosjean               | 2020 -      |
| Chaire de recherche sur la francophonie canadienne en droits et enjeux linguistiques                                         | François Larocque             | 2018 -      |
| Chaire de recherche Québec, francophonie canadienne et mutations culturelles                                                 | E.-Martin Meunier             | 2011 -      |
| Chaire de recherche en francophonie internationale sur les politiques du patrimoine culturel                                 | Jonathan Paquette             | 2019 -      |
| Chaire de recherche sur la francophonie canadienne en santé                                                                  | Marie-Claude Thifault         | 2011 -      |
| Chaire de recherche sur l’immigration et les communautés franco-ontariennes                                                  | Luisa Veronis                 | 2019 -      |
| Chaire de recherche en francophonie internationale et santé de l’immigrant ou du réfugié d’Afrique francophone subsaharienne | Marie-Hélène Chomienne        | 2021 -      |
| Chaire Senghor de l’Université d’Ottawa sur la santé et le développement en Afrique subsaharienne                            | Sanni Yaya                    | 2020 - 2024 |
| Chaire de recherche sur l’épanouissement numérique des communautés franco-ontariennes                                        | Megan Cotnam-Kappel           | 2023 -      |
| Chaire de recherche de l’Université d’Ottawa et de l’Institut du Savoir Montfort sur la santé des francophones de l’Ontario  | Michelle Lalonde              | 2024 -      |

## Activités du Collège des Chaires
Le CCRMF offre chaque année une programmation qui privilégie la mise en valeur des recherches et des résultats des titulaires de chaire, l’engagement du Collège des Chaires dans tous les enjeux de la francophonie et de promotion de la science en français, le dialogue avec toutes les communautés francophones et la visibilité et l’excellence de la recherche francophone au sein de l'Université d’Ottawa.
Au cours de l'année 2021, le CCRMF a notamment organisé plusieurs tables rondes au sujet de la crise de l'Université Laurentienne de Sudbury.
En mai 2024, le CCRMF a participé au 91e Congrès de l'Acfas qui s'est tenu à l'Université d'Ottawa, intitulé  « Mobiliser les savoirs en français ». Cet événement a permis aux titulaires de tenir de nombreux colloques et de discuter de divers enjeux au sein de la francophonie. Marie-Hélène Chomienne a abordé les défis de la santé des Noir.es francophones en situation minoritaire, 